# Dunkle Wolken
Dunkle Wolken, auch Es geht ein dunkle Wolk herein, ist ein Volkslied nach der Liederhandschrift des bayerischen Benediktinerpaters Johannes Werlin aus dem Kloster Seeon. Das Lied ist ein Abschiedslied aus dem 16. Jahrhundert.

## Volkslied

### Die Überlieferung des Johannes Werlin
Die Niederschrift Werlins im Jahr 1646 innerhalb einer Sammlung von knapp 3.000 Volksliedern in sieben Folianten gilt als die Hauptquelle für das Lied. Der Pater hatte es sich zur Aufgabe gemacht, schon damals z. T. weniger gesungene Volkslieder seines und des vorangegangenen Jahrhunderts vor dem Vergessen zu bewahren. Allerdings ist in Werlins Handschrift außer der Melodie nur eine einzige Textstrophe überliefert.
Werlins Notenniederschrift weist kaum Eingriffe des Volksliedsammlers auf, der nicht selten eine Vereinfachung der alten Melodien in Richtung einer zeitgemäßeren Dur-Moll-Tonalität anstrebte, was einige Lieder, die auch aus anderen Quellen überliefert sind, erkennen lassen.
Hartmut Braun vom Deutschen Volksliedarchiv in Freiburg weist auf die darauf zurückzuführende „große Spannkraft der Melodielinie“ hin und die Kongenialität von Text und Musik: „Solche Naturwüchsigkeit findet sich nicht mehr in Liedern von der Mitte des 17. Jahrhunderts an“. Erwähnenswert ist immerhin, dass es sich um eine dorische Melodie handelt, deren Generalvorzeichnung ohne das hier verwendete ♭ auskommt.

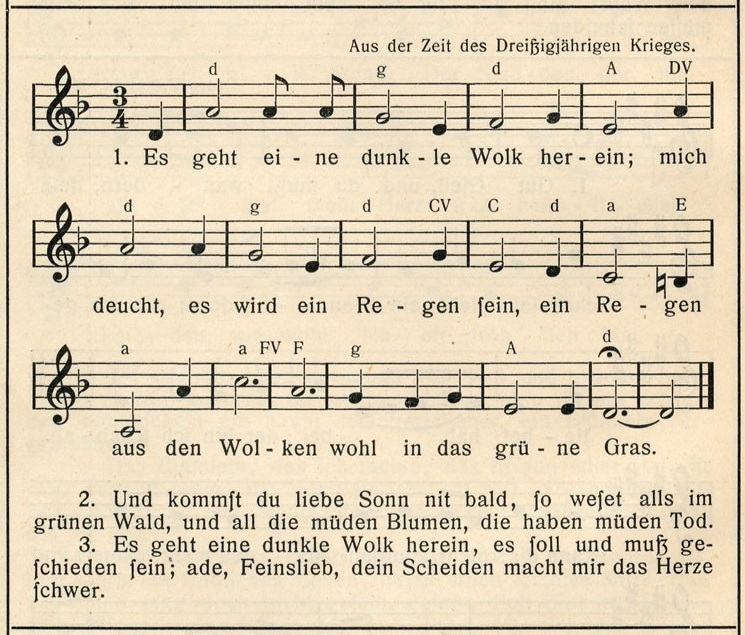
Notensatz aus dem Zupfgeigenhansl (1911)

### Spätere Ergänzungen
Moderne Drucke des Liedes enthalten im Allgemeinen zwei weitere Strophen, bei denen es sich allerdings um spätere Hinzufügungen handelt. Die zweite Strophe ist eine „schwächer[e] Hinzudichtung der Herausgeber des Zupfgeigenhansls 1908“ [gemeint ist Hans Breuer]. Die dritte Strophe entstammt – abgesehen von der geänderten Schlusszeile – einem Wanderlied des Kuhländchens (Ich waß wohl, wenn’s gut wandern is).
Und kommst du, liebe Sonn, nit bald,

so weset alls im grünen Wald,

und all die müden Blumen,

die haben müden Tod.

Es geht eine dunkle Wolk herein;

Es soll und muss geschieden sein.

Ade, feins Lieb, dein Scheiden

Macht mir das Herze schwer.
Wegen der Jahresangabe 1646 und der Abschiedsthematik in den später hinzugefügten Strophen galt das Lied lange als Zeitdokument des Dreißigjährigen Krieges. Tatsächlich ist das Lied aber noch um einiges älter.
Die bekannte dreistrophige Fassung ist, obwohl sie mit dem ursprünglichen Text nicht mehr viel gemeinsam hat, durch ihre weite Verbreitung zu einem Kunstwerk eigenen Ranges geworden. Der Liedtext dieser Fassung sucht mittels Natursymbolen, wie der „dunklen Wolke“, Stimmungen und hereinbrechendes Unheil zu beschreiben. Dieser Symbolgehalt entstammt dem beginnenden 20. Jahrhundert.

### Weitere Quellen
Ein Textfragment Es get ein finster wölckle herein ist bereits 1540 im 2. Band von Georg Forsters Frischen Teutschen Liedlein nachweisbar, in dem Quodlibet Nr. 60 Secunda pars: Es fur ein Herr. Die Melodie ist in Wolfgang Schmeltzls Quodlibet-Sammlung von 1544 enthalten (abgedruckt bei Erk-Böhme, Deutscher Liederhort Band II). Der ausführlichste Druck des Textes in einer Sammlung von 12 Flugblättern des Linzer Buchhändlers Urban von Stroheim aus dem Jahre 1630 charakterisiert das Lied als Gesellenliebeslied: Drey schöne newe und kurtzweilige Lieder / von einem Schnitter in der Erndte erdacht, Im Thon: „Es geht ein dunckels Wölklein herein“.

### Textfassung 1630 (Auszug)
Es geht ein dunkels Wölklein herein.

Mich dunkt, es wird ein Regelein sein,

ein Regelein aus den Wolken,

wohl in das grüne Gras.

Ja regnet es sehr, so werden wir naß,

bei meinem Buhlen wär mir wol baß,

bei meinem Buhlen alleine,

bei der Herzallerliebsten mein.

Ja scheinet die Sonn, so werden wir trucken

Bei meinem Buhlen so wäre gut schmucken,

bei meinem Buhlen alleine,

in seim Schlafkämmerlein.

Wann G’sellen zu Nacht auf der Gassen gahn,

braun’s Annelein an dem Laden tut stahn.

„Ach, Annelein, bist du drinnen?

Steh auf und laß mich ein!“

„Ich stehe nicht auf und laß dich nicht ein,

mein Türelein muß verschlossen sein,

mein Türelein ist verschlossen.

Der Riegel, der ist für.“

Ich weiß nicht, was der dem Maidlein verhieß,

dass es den Riegel dannen stieß.

Sie stieß ihn an eine Ecke,

sie ließ den Knaben ein.

„Ach Annelein, laß mich zu dir ein!

Aufs Jahr will ich dein eigen sein.

Dein eigen will ich bleiben,

das glaub mir sicher zwar.“

„Du verheißt mir viel und haltest mir wenig

und gibest mir weder Heller noch Pfennig,

dann nur ein guldine Hauben,

die ich nicht tragen darf.“

„Ein guldine Hauben, ein perlene Schnur,

damit bind du dein Härlein zu.“

„Mein Härelein darf keins binden,

muß allezeit fliegen lahn.“

„So stehe ich auf, mach mich darvon.

So musst du nun in Trauren stahn.

In Trauren muß ich doch dich lassen.

Tut dir im Herzen weh.“

„Zeuchst du dahin und lassest mich hie,

was lassest du mir zur Letze hie?

Ein Kindelein in der Wiegen

In eim gelbkrausen Haar.“

Da griff er in sein Säckelein weiß,

und gab ihr zehen Taler mit Fleiß

„Nimm hin wohl für deine Ehre,

die du verschlafen hast!“

Wer ist der uns das Liedlein sang:

Ein junger Schnitter ist er genannt.

Er sange wohl in der Ernte

Bei Met und kühlem Wein.

## Fassungen

### E-Musik
Es hat zu allen Zeiten Bearbeitungen der E-Musik von Dunkle Wolken gegeben, z. B. zur Kantate. Fassungen von Komponisten wie Johann Nepomuk David (1949/1961), Hugo Distler (1932), Günter Kochan (1979) und Dietrich Erdmann (1979) sind hierfür Belege. Bearbeitungen als Kunstlied stammen von Hanns Eisler und Felix Wolfes (1953).

### Jazz
Der Jazz-Pianist Uli Kieckbusch machte Dunkle Wolken 1994 zum Titellied seiner Live-CD Dark Clouds, auf der sich eine 30-minütige Klavierimprovisation auf der Grundlage der von Werlin aufgezeichneten Noten befindet.

### Populäre Musik
Eine Version von Dunkle Wolken, gesungen von Manfred Krug und nur von einer Laute begleitet, war in den 1960er Jahren Teil des Soundtracks des DEFA-Spielfilms Auf der Sonnenseite (1997 wiederveröffentlicht auf dem Album Manfred-Krug-Anthologie).
Zu einer Zeit, in der es um die Beatmusik in der DDR Debatten gab, sang selbst Rockmusiker Achim Mentzel 1966 dieses Volkslied für einen Film von Bernd Maywald mit dem Titel Zwei Versuche. Dieser Film befindet sich im Filmmuseum Potsdam.
Auch der berühmte Volksliederabend mit Schauspielern des Deutschen Theaters Berlin Deutsche Volkslieder (Premiere: 12. Oktober 1981) brachte das Lied – die bekannte Schauspielerin Elsa Grube-Deister sang. Diese Version erschien ebenso auf einem Tonträger.
Die Formation Drei Liter Landwein nahm das Lied 1997 für ihre Debüt-CD schenk ein! auf – Kritiken hoben Dunkle Wolken als Höhepunkt und Publikumsliebling innerhalb der Konzerte der ostdeutschen Folkgruppe hervor.
Dagmar Krause singt das Stück auf Heiner Goebbels / Alfred Harth – Indianer für Morgen.

## Sonstiges
In der Friedens- und Umweltbewegung der 1970er- und 1980er-Jahre erfuhr das Lied wiederholt Umdichtungen und Ergänzungen (z. B. von Manfred Jaspers oder der Gröhlgruppe Braunschweig), die die „dunklen Wolken“ des Titels als Symbole für radioaktiven Fallout oder sauren Regen umdeuteten.
Der österreichische Dichter Reinhard Priessnitz nahm die Titelzeile in einem seiner Gedichte auf, widersprach jedoch: „mehrere dunkle Wolken wehen herein“.
In der neunteilige Sendereihe des Bayerischen Rundfunks Sing mal wieder! von Wolfgang Hartmann aus den Jahren 1999/2000 wurde Dunkle Wolken zu den Liedern gezählt deren „(politischer und sozialkritischer) Hintergrund sich erst beim näheren Hinsehen erschließt“ und über den „Singanlass gesprochen, über die Geschichten, Denk- und Verhaltensweisen, die sich […] ausdrücken“. Ein weiteres Ziel der Reihe war „den Liedgehalt spiegeln und noch stärker herausarbeiten“.
Die Gruppe Rosenstolz sang mit Dunkle Wolken ein gleichnamiges Lied, das keine Verbindung zu dem hier beschriebenen Volkslied hat.